# (37232) 2000 WS154
2000 WS154 (asteroide 37232) é um asteroide da cintura principal. Possui uma excentricidade de 0.07722850 e uma inclinação de 7.48101º.
Este asteroide foi descoberto no dia 30 de novembro de 2000 por LINEAR em Socorro.